# Halenbeck-Rohlsdorf
Halenbeck-Rohlsdorf – gmina w Niemczech w kraju związkowym Brandenburgia, w powiecie Prignitz, wchodzi w skład urzędu Meyenburg.